# Grown Ups (film)
Grown Ups is een Amerikaanse komediefilm uit 2010. De hoofdrollen worden vertolkt door Adam Sandler, Kevin James, Chris Rock, David Spade en Rob Schneider. Rock, Schneider, Spade en Sandler zijn allen voormalige castleden van Saturday Night Live, net zoals Colin Quinn, Maya Rudolph, Norm MacDonald en Tim Meadows, die ook in de film voorkomen. Het script werd geschreven door Sandler en Fred Wolf, de regie werd verzorgd door Dennis Dugan en de distributie was in handen van Columbia Pictures.

## Verhaal
In 1978 winnen vijf vrienden samen met hun coach "Buzzer" het basketbalkampioenschap in de middenschool. Tijdens de viering moedigt de coach hen aan om hun leven op dezelfde manier te leiden als hun kampioenenmatch.
30 jaar later zijn de vijf vrienden uit elkaar gegroeid. Lenny Feder (Adam Sandler) is een machtige Hollywood talent-agent en is getrouwd met Roxanne (Salma Hayek). Eric Lamonsoff (Kevin James) is co-eigenaar van een tuinmeubelbedrijf en getrouwd met Sally (Maria Bello). Kurt McKenzie (Chris Rock)) is een huisman, getrouwd met Deanne (Maya Rudolph). Rob Hilliart (Rob Schneider) is een pacifistische veganist, driemaal gescheiden, en nu getrouwd met Gloria (Joyce Van Patten), die dertig jaar ouder is. Marcus Higgins (David Spade) is een luie vrouwenversierder.
Wanneer ze vernemen dat hun coach overleden is, keren ze allen terug met hun families naar New England voor de begrafenis. Lenny huurt het huis aan het meer waar het overwinningsfeest in '78 plaatsvond voor de vijf vrienden en hun familie gedurende het 4th of July weekend. Gedurende hun verblijf herhalen ze spelletjes en dergelijke uit hun kindertijd.

## Rolverdeling
- Adam Sandler - Lenny Feder
- Kevin James - Eric Lamonsoff
- Chris Rock - Kurt McKenzie
- David Spade - Marcus "Higgy" Higgins
- Rob Schneider - Rob Hilliard
- Salma Hayek Pinault -Roxanne Chase-Feder
- Maria Bello - Sally Lamonsoff
- Maya Rudolph - Deanne McKenzie
- Jake Goldberg - Greg Feder
- Ebony Jo-Ann - Mama Ronzoni
- Di Quon - Rita
- Madison Riley - Jasmine Hilliard
- Jamie Chung - Amber Hilliard
- Ashley Loren - Bridget Hilliard
- Colin Quinn - Dickie Bailey
- Tim Meadows - Malcolm
- Norm Macdonald - Geezer
- Steve Buscemi - Wiley
- Blake Clark - Coach
- Ada-Nicole Sanger - Donna Lamonsoff
- China Anne McClain - Charlotte McKenzie
- Cameron Boyce - Keithie Feder
- Joyce Van Patten - Gloria Hillard
- Jonathan Loughran - Robideaux
- Nadji Jeter - Andre McKenzie
- Jake Goldberg - Greg Feder